# بوينغ بي-54
بوينغ بي-54  (بالإنجليزية: Boeing B-54)‏ هي قاذفة قنابل استراتيجية بأربع محركات أنتجت في الولايات المتحدة. من صناعة بوينغ. تم إلغاء بناء النموذج الأولي قبل الانتهاء، ولم تحلق الطائرة في الجو أبدا.